# ホテルナゴヤキャッスル
ホテルナゴヤキャッスル（Hotel Nagoya Castle）は、愛知県名古屋市西区樋の口町にあるホテル。運営はエスパシオエンタープライズ。

## 特徴
現在のミッドランドスクエアの場所にあった毎日名古屋会館の上層階で営業していたホテルニューナゴヤが、1969年（昭和44年）10月に現在地にてホテルナゴヤキャッスルとして開業する。
2000年（平成12年）4月、名古屋マリオットアソシアホテル開業への対抗策としてスターウッド・ホテル&リゾートのウェスティンホテルに加盟、リノベーションを施してウェスティンナゴヤキャッスルと改称するが、2018年（平成30年）1月のフランチャイズ契約終了にともない、同年2月には名称をホテルナゴヤキャッスルに戻した。
建て替え工事のため、2020年（令和2年）9月30日に休業し、2025年（令和7年）10月1日にエスパシオ ナゴヤキャッスルとして開業予定。建物は地上11階、地下2階となる予定で、一般客室数は100室（うちスイートルーム 32室）でスパやフィットネスジムや屋内プールなどの従来のサービスも復活する見込み。

## 沿革
- 1956年（昭和31年）4月1日 - ホテルニューナゴヤ開業（毎日名古屋会館内）。
- 1969年（昭和44年）10月5日 - ホテルナゴヤキャッスル開業（253室）。
- 1981年（昭和56年）10月14日 - ホテルニューナゴヤ営業終了。
- 1981年（昭和56年）10月18日 - ホテルキャッスルプラザ開業（所有：明治生命）。
- 2000年（平成12年）4月27日 - ホテルナゴヤキャッスルからウェスティンナゴヤキャッスルに改称（195室）。
- 2018年（平成30年）2月1日 - フランチャイズ契約終了によりホテルナゴヤキャッスルに再改称。
- 2020年（令和2年）9月30日 - 一時閉館。

## 設備
- クラウン
- 柳城
- 西の丸
- ブローニュ
- ウィンザー
- ロゴス
- ローゼン
- 向月 など

## アクセス

### 鉄道
- 名古屋市営地下鉄鶴舞線 浅間町駅下車、徒歩で約10分。

### バス
- JR線・名鉄線・近鉄線・地下鉄線・あおなみ線 名古屋駅広小路口からシャトルバスを運行。